# 山下俊郎
山下 俊郎（やました としお、1903年12月4日 - 1982年3月19日）は、日本の教育心理学者。東京都立大学名誉教授。

## 略歴
鹿児島県鹿児島市下竜尾町出身。鹿児島一中 (旧制)、第一高等学校 (旧制)を経て、1928年東京帝国大学文学部心理学科卒。1962年「幼児における基本的習慣の研究」で東北大学より文学博士の学位を取得。大日本婦人連合会家庭教育相談所、愛育会・愛育研究所所員、同教養部長、愛育幼稚園長、東京家政大学教授をへて、旧・東京都立大学教授となる。1967年定年退官、名誉教授となり、再度東京家政大学教授、同付属みどりヶ丘幼稚園長、川村短期大学教授。日本保育学会会長を務めた。

## 著書
- 『教育的環境学』岩波書店 1937
- 『一人子の心理と教育』子供の研究と教育叢書 刀江書院 1937　巌松堂 1948
- 『幼児心理学』巌松堂 1938
- 『乳幼児の基礎的躾け方』母親教育シリーズ 新生堂 1939
- 『幼児の家庭教育』大理書房　1944
- 『児童心理学 子供の心はいかに発達するか』光文社 1949
- 『幼児の家庭教育』東洋書館 1951
- 『児童の生活とその指導』東洋書館 1951
- 『児童心理学入門』新教育協会 1951
- 『幼児の心理的発達』 (保育叢書) 巌松堂書店 1951
- 『児童相談 幼稚園から小学校卒業まで 子供をよくする心理学』光文社 1954
- 『保育学概説』 (幼児保育教室) 恒星社厚生閣 1956
- 『家庭教育』光生館 1965
- 『就学前のしつけ』 (家庭教育シリーズ) 大日本女子社会教育会 1969
- 『幼児心理学』朝倉書店 1971
- 『赤ちゃん・幼児・小学生 父母・保育者・教師に語る』童心社 1973
- 『ひとりっ子 その心理と教育』同文書院 1979

### 共編著
- 『困った子どもの問題 その原因と扱い方』竹田俊雄,森田宗一共著 新経営社 1948
- 『性教育心理学 性の関心をいかに導くか 3版』山下俊郎 等著. 東洋書館,1951
- 『日本の幼児教育 その問題点をめぐりて』長田新,荘司雅子共著 フレーベル館 1956
- 『家庭生活でこまることはありませんか?』 (私たちの相談室) 小島忠治,久保田浩共著, 山本耀也絵 東西文明社 1956
- 『子どもの生命を守るしつけ 新しい安全教育の方法』編著 日本評論新社 1963
- 『教育絵本 (3～6才児のちえ)』編 小学館 1968
- 『教育心理学』沢田慶輔共編著 光生館 1973
- 『児童心理学』 (保育講座) 山下俊郎 [ほか]著. 医歯薬出版 1979

### 翻訳
- アーノルド・ゲゼル『乳幼児の心理学 出生より5歳まで』新教育協会 1952
- A.ゲゼル、F・L・イルグ、Ｌ・Ｂ・エイムズ『改訂学童の心理学 5歳より10歳まで (ゲゼル心理学シリーズ 2)』大羽綾子、神山正治共訳 家政教育社 1983

### 記念論文集
- 『子ども その発達・保育と福祉』山下俊郎古稀記念論文編纂会編 玉川大学出版部 1973
- 『幼児研究半世紀』山下俊郎先生喜寿記念図書編集委員会 1980